# O Julgamento (telenovela)
O Julgamento foi uma telenovela brasileira que foi produzida pela extinta Rede Tupi e exibida às 20h, entre 4 de outubro de 1976 a 30 de abril de 1977, tendo 178 capítulos, substituindo Xeque-Mate e sendo substituída por Um Sol Maior , às 20:00.
Foi escrita por Renata Pallottini e Carlos Queiroz Telles, com base no romance Os Irmãos Karamazov, de Dostoiévski, e dirigida por Edson Braga e Álvaro Fugulin, com direção geral de Edson Braga.
Contou com Eva Wilma, Cláudio Correia e Castro, Carlos Zara, Ewerton de Castro, Tony Ramos, Elaine Cristina e Adriano Reys nos papéis principais.
Dos 178 capítulos originalmente exibidos, apenas 31 foram preservados, estando sob a guarda da Cinemateca Brasileira e do Arquivo Nacional.

## Sinopse
A história se passa na cidadezinha de Feira das Almas, onde vive a família Paixão. Lourenço Paixão, o patriarca da família, vive constantes conflitos com seu filho mais velho, Dimas Paixão. Esses conflitos recaem sobre todos os outros filhos. 
Um certo dia, Lourenço é assassinado e a culpa do crime cai sobre Dimas. Daí pra frente, ele tentará provar sua inocência. 

## Elenco
- Cláudio Corrêa e Castro - Lourenço Paixão
- Carlos Zara - Dimas Paixão
- Eva Wilma - Sônia Maria de Jesus Leão
- Ewerton de Castro - José Maria Paixão
- Elaine Cristina - Catarina Azeredo
- Maria Luíza Castelli - Quiarela
- Tony Ramos - Aleixo Paixão (Lico)
- Adriano Reys - Ivan Paixão
- Cleyde Yáconis - Mercedes Miranda
- Edgard Franco - Gilberto Olinto
- Lélia Abramo - Felícia de Jesus Leão
- Henrique Martins - Paulino Lisboa
- Kadu Moliterno - André
- Sílvio Rocha - Frei Zózimo
- Elias Gleizer - Dr. Ernesto Barbosa
- Carminha Brandão - Carlota Azeredo
- Lourdes de Moraes - Mariola
- Abrahão Farc - Procópio
- Wanda Stefânia - Elisa
- Luiz Carlos de Moraes - Dr. Veridiano
- Laerte Morrone - Frei Pontes
- Lúcia Mello - Lúcia (Lu)
- Older Cazarré - Humberto
- Néa Simões - Sinhá Botelho
- Dante Rui - Maximiano Prates
- Rogério Márcico - Frei Carlos
- Léa Camargo - Roselita
- Oswaldo Campozana - Ricardo Ruiz
- Chica Lopes - Elvira
- David Netto - Nicanor
- Clenira Michel - Bárbara
- Gésio Amadeu - Gregório
- Eduardo Abbas - Anselmo
- Marilde Bello - Fátima (Fafá)
- Alfredo Farah - Egídio
- Elza Maria - Elza
- Haroldo Botta - João Carlos (Joca)
- Marcos Frota - Fernando
- Sônia Budowski - Rita (Ritinha)

E:
- Ruthinéa de Moraes - Adelaide (primeira mulher de Lourenço)
- Denise Del Vecchio - Sofia (segunda mulher de Lourenço)
- Jonas Mello - Hipólito Mascarenhas
- Carlos Augusto Strazzer - Narrador
- Edney Giovenazzi
- Flávio Galvão

## Trilha sonora
O álbum da trilha sonora da telenovela O Julgamento, foi lançado pela Gravações Tupi Associadas (a gravadora da própria emissora) em 1977 no formato de LP, também foi lançado em K7 sendo distribuído pelo selo Copacabana. O álbum contém músicas instrumentais e vocais, tanto nacionais quanto internacionais, em diversos idiomas (como português, inglês, espanhol, francês e italiano), acompanhando nos diversos momentos dramáticos e românticos da telenovela.
Lista de faixas
| Lado A |                                    |                                          |                  |         |  |
| N.º    | Título                             | Compositor(es)                           | Intérprete(s)    | Duração |  |
| 1.     | "Le Bonheur" (Tema da Sônia)       | Gilbert C. Chevalier                     | Claire Chevalier | 03:03   |  |
| 2.     | "Loneliness" (Instrumental)        | Weyer Lukowski                           | Francis Goya     | 03:35   |  |
| 3.     | "A Thousand Voices" (Tema de Lico) | D. Bandan S. Fabrizio P. Delanoe P. Trim | Phil Trim        | 04:13   |  |
| 4.     | "Brivido"                          | Daiano G.P. Felisatti                    | Mersia           | 05:25   |  |
| 5.     | "The Kiss" (Instrumental)          | Stephen Schlaks                          | Stephen Schlaks  | 04:08   |  |
| 6.     | "E Ele Disse"                      | Daniel                                   | Daniel           | 03:00   |  |

| Lado B |                                      |                               |                   |         |  |
| N.º    | Título                               | Compositor(es)                | Intérprete(s)     | Duração |  |
| 7.     | "Kitty" (Instrumental)               | Stephen Schlaks               | Stephen Schlaks   | 03:23   |  |
| 8.     | "Contigo Aprendi" (Tema da Mercedes) | Armando Manzanero             | Armando Manzanero | 01:57   |  |
| 9.     | "Galope" (Tema de abertura)          | Luiz Gonzaga Junior           | MPB4              | 04:23   |  |
| 10.    | "Quiero (Love Less Time)"            | J.C. Silvestre Moris (versão) | Glen Wood         | 03:26   |  |
| 11.    | "Ven (I'm Lost)"                     | J.C. Silvestre Moris (versão) | Barry Mann        | 03:49   |  |
| 12.    | "Enamorados (My Sweetheart)"         | Phil Julian P. Ávila          | The Mystics       | 03:22   |  |